# Dapanera irregularis
Dapanera irregularis är en insektsart som beskrevs av Karsch 1890. Dapanera irregularis ingår i släktet Dapanera och familjen vårtbitare. Inga underarter finns listade i Catalogue of Life.